# 주52시간근무제
주52시간근무제는 대한민국 정부가 2018년 2월 28일 처음 도입한, 한 주에 52시간을 노동시간으로 하는 근무제이다. 2018년 7월 300인 이상 사업장에 적용되었고 5~49인 사업장에는 3년의 유예기간이 부여되었다.
정부는 이 제도를 도입한 이후 한국 사회에 의미있는 변화가 나타나고 있다며 긍정적인 평가를 내놓았다. 반면 소득이 줄어든다는 이유로 인해 주52시간을 도입하는데 반대 의견들이 존재한다.

## 같이 보기
- 주3일근무제
- 주4일근무제
- 주5일근무제
- 유연근무제